# Vigeland-Museum

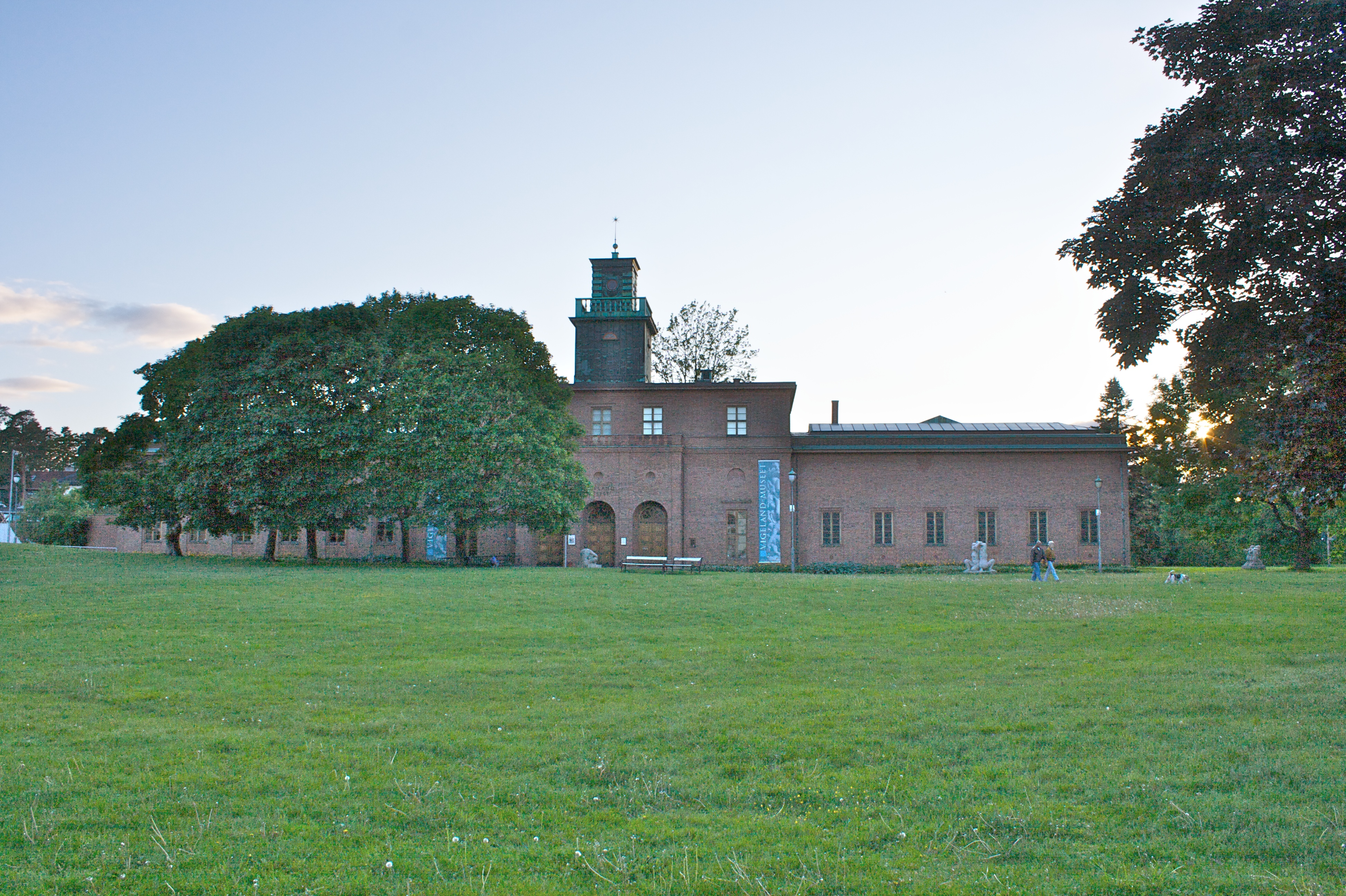
Vigeland-Museum

Das Vigeland-Museum ist ein Kunstmuseum in Oslo mit Werken des norwegischen Künstlers Gustav Vigeland. Es befindet sich in seinem ehemaligen Atelier an der Nobelsgate 32 südlich des Frognerparks mit der Vigelandsanlegget, wo sich weitere Werke Vigelands befinden.